# Исламское государство Ирак
Исла́мское госуда́рство Ира́к (ИГИ; араб. دولة العراق الإسلامية‎) — суннитская исламистская группировка, целью которой было создание исламского государства в суннитских регионах Ирака с преимущественно арабским населением. ИГИ было создано 15 октября 2006 года в результате слияния нескольких иракских повстанческих групп, в том числе Аль-Каиды в Ираке и её Совещательного собрания моджахедов.
После смерти лидеров ИГИ в лице Абу Айюба аль-Масри и Абу Умара аль-Багдади в апреле 2010 года, новым руководителем группировки стал Ибрагим Аввад Ибрагим Али аль-Бадри, более известный как Абу Бакр аль-Багдади.
В апреле 2013 года ИГИ расширило свою деятельность на территорию Сирии и объявило себя Исламским государством Ирака и Леванта.